# Эзофория
 Эзофори́я  (от др.-греч. εἴσω, ἔσω — внутрь + др.-греч. φορέω — носить) — форма косоглазия, которая характеризуется отклонением глаз вовнутрь, как правило, из-за дисбаланса глазодвигательных мышц.
Причины включают в себя:
- Аномалии рефракции
- Недостаточность дивергенции
- Избыточность конвергенции, это может быть связано с нервными, мышечными, врожденными или механическими аномалиями.[1]

В отличие от эзотропии, слияние возможно и поэтому диплопия является редкостью.